# 太田哲治
太田 哲治（おおた てつはる、1980年5月30日 - ）は、日本の男性声優。81プロデュース所属。千葉県出身。

## 略歴
声優になるきっかけは昔から人前で演技することは好きで、アニメ、物語の世界感に惹かれていたこと、兄がアニメ、声優に熱中していた時期に職業としての声優を知り、「一番やりたい仕事だな」と思ったからである。
81アクターズスタジオ出身。同期に羽多野渉がいる。

## 人物
声種はバリトン。
アニメ、外画、テレビ番組の声の出演などで活躍している。
脇役を務めることが多いが、どんな声でも演じ分けることができるバイプレイヤーと評され、イケメンから動物まで、その守備範囲が広い。
出演作品で2代目のものは、永野広一より引き継いだ『ボブとはたらくブーブーズ NEWプロジェクト』（スパッド役）を除き、全て小河正史から引き継いだ役である。
趣味・特技は茶道、歌マネ、一人デュエット。またディズニー・ヴィランズの仮装も趣味としており、ツイッターアカウントに写真を掲載している。

## 出演
太字はメインキャラクター。

### テレビアニメ
2002年
- ぷちぷり*ユーシィ（美術の先生）

2003年
- アソボット戦記五九（氷結アソボット）

2004年
- アークエとガッチンポー（覆面工作員、店長）
- おもいっきり科学アドベンチャー そーなんだ!（人々）
- 砂ぼうず（江戸川組）
- 絶体絶命でんぢゃらすじーさん（ゲベ、ステップ長谷川、熱血先生、平屋マン 他）
- ゾイドフューザーズ（男A、作業員）
- マシュマロ通信（消防士）
- メジャー（2004年 - 2008年、高校生、泉祐一、野口、高校野球の審判 他） - 4シリーズ
- わがまま☆フェアリー ミルモでポン! シリーズ（2004年 - 2005年、夏夕介、ラブリ、赤Pマン、ボスラ、久米田邦男、シロー〈2代目〉） - 2シリーズ

2005年
- ああっ女神さまっ（黒服、生徒、学生）
- ARIA The ANIMATION（父親）
- アガサ・クリスティーの名探偵ポワロとマープル（市民、ジョージ）
- おでんくん（モチゾウ、カマボコ犬、大島くん、メカおでんくん1号）
- かりん（部員、男子学生）
- 極上生徒会（黒服E）
- 地獄少女（佐々木）
- スターシップ・オペレーターズ（神野イリキ）
- ゾイドジェネシス（ゴトシ）
- ツバサ・クロニクル（親衛隊、町の人々）
- とっとこハム太郎（ライオンくん〈2代目〉）
- BLEACH（死神ち）
- MÄR-メルヘヴン-（コレッキオ、盗賊 他）
- ガラスの仮面

2006年
- あまえないでよっ!!喝!!（部長、番長）
- うたわれるもの（チキナロ、タムァ 他）
- 桜蘭高校ホスト部（男子生徒 #21）
- 機神咆吼デモンベイン（覆面男）
- Gift 〜ギフト〜 eternal rainbow（戦闘員）
- きらりん☆レボリューション（2006年 - 2007年、コンビA、KAMAさん / 鎌田友雄、カメラマン 他）
- 銀魂（2006年 - 2018年、山崎退 / 山崎退子、大西、ワカメ、松太郎、マドモアゼルS、ブリーザ 他） - 4シリーズ
- 彩雲国物語（冗官）
- 009-1（警備兵）
- ぜんまいざむらい（大関おけつ山、虎次郎、怒りの用心棒、板前、侍A、忍者B、ドッグショーの団長、丑三仮面）
- デジモンセイバーズ（ブロッサモン）
- TOKYO TRIBE2（2006年 - 2007年、HANDS、WARU、THUG・A）
- .hack//Roots（PC1）
- NIGHT HEAD GENESIS（都築洋介）
- ふしぎ星の☆ふたご姫 Gyu!（偽ナスビンスキー）
- プリンセス・プリンセス
- 流星のロックマン（サテラポリス）
- ワンワンセレプー それゆけ!徹之進（ゲイリー鎌田、ラシッド、カイザー）

2007年
- Venus Versus Virus（ヴァイアラス）
- エル・カザド（ガードマンA）
- Over Drive（観客）
- 怪物王女（サラリーマン）
- シャイニング・ティアーズ・クロス・ウィンド（シュマリ）
- しゅごキャラ!（ダンスの先生）
- DARKER THAN BLACK -黒の契約者-（警官、教団警護）
- D.Gray-man（ファインダーB、アクマ）
- 鉄子の旅（神村正樹、車掌）
- デルトラクエスト（衛兵、フェア、グノメ族、ブライアン船長、ザン 他）
- 天元突破グレンラガン（ジャモロク）
- ドージンワーク（サーファー）
- ながされて藍蘭島（からあげ、えて吉、フクロウ、東のぬし / ぱん太郎）
- BACCANO! -バッカーノ!-（ヨウン・パーネル、ビッキー、ダラスの仲間）
- ぽてまよ（梶はじめ）
- はぴはぴクローバー（ちまのパパ、ヒーヨ）
- やさいのようせい N.Y.SALAD（トウガラシ、ニンジン、ハラペーニョ）

2008年
- ウエルベールの物語 〜Sisters of Wellber〜 第二幕（ランス）
- 狼と香辛料（客）
- おねがい♪マイメロディ きららっ★（ナオミ）
- キミキス pure rouge（チームメイト、バンドメンバー、男子生徒）
- 狂乱家族日記（男子生徒、男子〈2〉、声2）
- ゴルゴ13（2008年 - 2009年、チャーリー、スパイ）
- 夏目友人帳（2008年 - 2012年、丸顔の妖怪、タタラの妖怪、春地蔵、東方の猿面、頭の白笠 他） - 4シリーズ
- 破天荒遊戯（少年、店員）
- BLUE DRAGON（盗賊）

2009年
- VIPER'S CREED（ジム）
- クッキンアイドル アイ!マイ!まいん!（カルメン後藤）
- 鋼殻のレギオス（ジェイミス、店長）
- 地獄少女 三鼎（桔梗信治）
- ジュエルペット（総理）

2010年
- 神のみぞ知るセカイ（メイク）

2011年
- アスタロッテのおもちゃ!（ミーナ先生）
- マケン姫っ!（藤岡悟郎）

2013年
- すすめ!キッチン戦隊クックルン（怪人、イチゴのおじさん）

2014年
- 失われた未来を求めて
- ヒーローバンク（洗井ドロン）
- フューチャーカード バディファイト（2014年 - 2018年、魔王 アスモダイ / 熱血魔王ティーチャー アスモダイ / 七転の魔王 アスモダイ、竜騎士 レッドバロン、包蔵禍心 闇狐、ドラゴウィザード キヌース・アクシア、カードライノ、薄黄の妖 星熊童子） - 5シリーズ
- ブレイドアンドソウル（縦ロール）
- LOVE STAGE!!（司会者A）

2015年
- おまかせ!みらくるキャット団（りんたろう、ヨミヨミランドボス）
- ゴー!ゴー!キッチン戦隊クックルン（怪人）
- プリパラ（ねずみ）

2016年
- デュエル・マスターズ VSRF（ゲベ）
- なめこ〜せかいのともだち〜（吸血菌ナメキュラ）

2017年
- 武装少女マキャヴェリズム（増子寺楠男）
- おしゃべり唐あげあげ太くん（2017年 - 、ノリ夫、ノリ江、ノリ郎、ノリ美ほか）

2018年
- ムヒョとロージーの魔法律相談事務所（2018年 - 2020年、ティキ） - 2シリーズ
- 爆釣バーハンター（ゲベ）
- 聖闘士星矢 セインティア翔（邪蛇）

2019年
- ジモトがジャパン（2019年 - 2020年、生徒、望月、行司、あつし、菅原道真 他）

2020年
- 爆丸バトルプラネット（キリオン）
- テレビ野郎 ナナーナ 怪物クラーケンを追え!（ダーフク先輩、海賊の手下、テレビナナーナ社長、店員）
- うたわれるもの 二人の白皇（チキナロ）

2021年
- むかしばなしのおへや 〜伝えたい日本昔話〜（たぬきどん 他）

2023年
- ノケモノたちの夜（カリム）
- はめつのおうこく（パルポル）

2024年
- ぶっちぎり?!（一夜）

2025年
- 最強の王様、二度目の人生は何をする?（セバスチャン）
- ネクロノミ子のコズミックホラーショウ（ママ）
- 3年Z組銀八先生（山崎退）

### 劇場アニメ
- ロックマンエグゼ 光と闇の遺産（2005年、オペレーター）
- 劇場版ポケットモンスター アドバンスジェネレーション ポケモンレンジャーと蒼海の王子 マナフィ（2006年、ハリーセン）
- 劇場版 銀魂 新訳紅桜篇（2010年、山崎退）
- 劇場版 銀魂 完結篇 万事屋よ永遠なれ（2013年、山崎退）
- LAIDBACKERS-レイドバッカーズ-（2019年、高円寺）
- 銀魂 THE FINAL（2021年、山崎退）

### OVA
2004年
- 新ゲッターロボ（ヤクザのボス、ヤクザ 他）

2005年
- 鴉 -KARAS-（医者、記者）
- 銀魂 何事も最初が肝心なので多少背伸びするくらいが丁度良い（山崎退）
- スーパーロボット大戦ORIGINAL GENERATION THE ANIMATION（広報スタッフ）
- 好きなものは好きだからしょうがない!! 温泉に行こう!（女将）
- セイント・ビースト 〜幾千の昼と夜 編〜（天使）
- トップをねらえ2!（乗組員C）

2007年
- 最遊記RELOAD -burial-（僧侶）
- 東京マーブルチョコレート（車内アナウンス、ミキの彼氏）

2008年
- THE IDOLM@STER LIVE FOR YOU! オリジナルアニメDVD（タクシー運転手）

2012年
- でんぢゃらすじーさん邪（ナレーション、ゲベ、火ダルマくん、半・分太くんの弟）

2014年
- 銀魂 布団に入ってから拭き残しに気付いて寝るに寝れない時もある（山崎退）

### Webアニメ
- Candy☆Boy（2008年、駅アナウンス）
- 暗黒家族 ワラビさん[26]（その他男性）

### ゲーム
2003年
- SIMPLE2000シリーズ Vol.31 THE 地球防衛軍

2004年
- Quest of D
- コロッケ!Great 時空の冒険者（パンプキン）

2005年
- イレギュラーハンターX（ランチャー・オクトパルド）
- コロッケ!DS 天空の勇者たち（パンプキン、盗賊バンカー）

2006年
- うたわれるもの 散りゆく者への子守唄（チキナロ）
- .hack//G.U.（2006年 - 2007年） - 2作品

2007年
- きらりん☆レボリューション めざせ!アイドルクイーン（KAMAさん）
- 銀魂 銀さんと一緒! ボクのかぶき町日記（山崎退）
- 銀魂 万事屋ちゅ〜ぶ ツッコマブル動画（山崎退）

2011年
- 海賊戦隊ゴーカイジャー あつめて変身!35戦隊!（シカバネン）

2012年
- でんぢゃらすじーさんと1000人のお友だち邪（ゲベ）

2013年
- 銀魂のすごろく（山崎退）

2015年
- フューチャーカード バディファイト 友情の爆熱ファイト!（魔王 アスモダイ）

2016年
- うたわれるもの 二人の白皇（チキナロ）

2017年
- フューチャーカード 目指せ!バディチャンピオン!（魔王 アスモダイ）

2018年
- 銀魂乱舞（山崎退、ブリーザ）

2020年
- 共闘ことばRPG コトダマン（山崎退）

2022年
- ノーモア★ヒーローズ3（ゴールド・ジョー、スナイピング・リー）

### ドラマCD
- うたわれるもの オリジナルドラマ 〜トゥスクルの財宝〜（門兵）
- ふしぎ遊戯 玄武開伝（男）

### BLCD
- 愛と欲望は学園で4（教師）
- 愛欲トラップ（先）
- 彩おとこ（男2）
- 有栖川家の花嫁（男）
- 兎オトコ虎オトコ 1（谷繁）
- 兎オトコ虎オトコ 2（谷繁）
- YEBISUセレブリティーズ7（剣持）
- くされ縁の法則 3 独占欲のスタンス 〜くされ縁の法則3〜（バスケ部員）
- くされ縁の法則 4 激震のタービュランス 〜くされ縁の法則4〜（藤代）
- くされ縁の法則 5 情動のメタモルフォーゼ 〜くされ縁の法則5〜（江上）
- 素直になれ（寮生）
- 先輩の焦れったい秘密（店長）
- 専属で愛して（倉色）
- ダイヤモンドは恋してる（船長）
- 罪シリーズ3 罪な悪戯3（ミトモ）
- 罪シリーズ4 罪な宿命4（ミトモ）
- 罪シリーズ5 罪な復讐（ミトモ）
- 花降楼シリーズ 2 愛で痴れる夜の純情（新造B）
- ペンデュラム－獣人オメガバース－（ホラン）
- 本日のSpecial（ゆう子の父）
- 毎日晴天! 6 子供たちの長い夜（職人）
- まなざしのレジスタンス（男性審査員）
- 真昼の月（沢村、千種）
- 淫らシリーズ 2 淫らなキスに乱されて（ミトモ）
- 淫らシリーズ 3 淫らな躰に酔わされて（ミトモ）
- 淫らシリーズ 4 恋は淫らにしどけなく（ミトモ）
- Rush!（村瀬）
- ラッキードッグ1 SPRING CHANCE（ウエーバー）
- リロード（課長）【フリトで度々話題に出ている。】
- ロッセリーニ家の息子 捕獲者 3（北川）

### ラジオ
- ハピラジ! - 声優・アイドル・アーティスト・漫画家・ペットの里親勝手のラジオ局にて、青山桐子と太田哲治のハピラジ！おとなの学級会レギュラー出演中

### デジタルコミック
- VOMIC ロッキン★ヘブン（2008年、小西和智）
- comico ボイスコミック おとなりさん以上かぞく未満（2019年、桜屋賢一[28]）※アプリのみで配信

### 吹き替え

#### 映画
- シューテム・アップ（ロン・マン）
- セブン・ソード（シィウツァイ）
- BIOHAZARD デス・プラント（フィックス）

#### ドラマ
- シー・ハルク:ザ・アトーニー（ルーク・ジェイコブソン）
- ギャップ・ザ・シリーズ（ミー〈トントン･モックジャック〉[29]）

#### アニメ
- アドベンチャー・タイム（ランピー、森の魔法使い、ペパーミント・バトラー）
- シンデレラIII 戻された時計の針
- ヒルダの冒険（ポールキャット）
- 放課後エージェント!オーサム（ノーム）
- ボブとはたらくブーブーズ NEWプロジェクト（スパッド〈2代目〉、スクート）
- マオマオ ピュアハートのヒーロー（王様[30]）
- ムーミン谷のなかまたち（ヘムレン[31]）
- ライアンを探せ!

### テレビ番組
- アニメる!?（天の声 / ナレーション）
- セクシーボイスアンドロボ（うしみつ様）
- 日経スペシャル カンブリア宮殿（オパビン）
- ニャンちゅうワールド放送局（ガブリーノ、ガブリーナ）
- ヴォイス・アカデミア（ゲスト出演/BSフジ：2013年5月5日）
- 天才てれびくんHello,（2020年、ギョージ、ユデキチ、ヤキオ、餃子のビーナス の声 NHK Eテレ）
- おしゃべり唐揚げあげ太くん（ノリ夫）

### 特撮
- スーパー戦隊シリーズ
  - 海賊戦隊ゴーカイジャー（2011年、シカバネンの声）
  - 宇宙戦隊キュウレンジャー（2017年、ミクロツヨインダベーの声）

### オーディオブック
- ゴースト≠ノイズ（リダクション）（2015年、朗読）
- 銀河英雄伝説外伝 ダゴン星域会戦記（2016年、国家安全保障委員、皇帝）
- 真田十勇士（2016年、白雲斎、徳川秀忠、太田茂吉、毛利勝永[32]
  - 参上、猿飛佐助
  - 決起、真田幸村
  - 激闘、大坂の陣
- 先生とそのお布団（2019年、朗読[33]）
- マイダスタッチ〜内閣府超常経済犯罪対策課〜（2020年、瀬尾達也 ほか[34]）

### シリーズ一覧
1. ↑  第1シリーズ（2004年 - 2005年）、第2シリーズ（2006年）、第3シリーズ（2007年）、第4シリーズ（2008年）
2. ↑  第3期『わんだほう』（2004年）、第4期『ちゃあみんぐ』（2005年）
3. ↑  第1期（2006年 - 2010年）、第2期『銀魂’』（2011年 - 2012年）、第2期延長戦『銀魂’延長戦』（2012年 - 2013年）、第3期『銀魂ﾟ』（2015年 - 2016年）、第4期『銀魂.』（2017年 - 2018年）
4. ↑  第1期（2008年）、第2期『続 夏目友人帳』（2009年）、第3期『参』（2011年）、第4期『肆』（2012年）
5. ↑  第1期（2014年 - 2015年）、第2期『100』（2015年 - 2016年）、第3期『DDD』（2016年 - 2017年）、第4期『X』（2017年 - 2018年）、第4.5期『X オールスターファイト』（2018年）
6. ↑  第1期（2018年）、第2期（2020年）
7. ↑  『Vol.2 君想フ声』（2006年）、『Vol.3 歩くような速さで』（2007年）